# Alcea rechingeri
Alcea rechingeri är en malvaväxtart som först beskrevs av Zoh., och fick sitt nu gällande namn av Harald Harold Udo von Riedl. Alcea rechingeri ingår i släktet stockrosor, och familjen malvaväxter. Utöver nominatformen finns också underarten A. r. macrocarpa.